# Goodeniaceae
Las goodeniáceas (Goodeniaceae) son  una familia de angiospermas pertenecientes al orden de las Asterales. Se hallan ampliamente distribuidas en Australia, excepto el género Scaevola que es pantropical, siendo especialmente común en climas clima árido y clima semiárido.

## Descripción
Las goodeniáceas son generalmente herbáceas con hojas espiraladas. Las flores tienen un plano único de simetría (monosimétricas). Los lóbulos de la corola parecen ser  trilobados debido a dos alas marginales y generalmente  divididos por la mitad.  El ovario es inferior.
Géneros
- Anthotium R.Br.
- Brunonia Sm.
- Coopernookia Carolina
- Dampiera R.Br.
- Diaspasis R.Br.
- Goodenia Sm.
- Lechenaultia R.Br. (sin. Leschenaultia DC.)
- Pentaptilon E.Pritz.
- Scaevola L.
- Selliera Cav.
- Velleia Sm.
- Verreauxia Benth.

Hay cerca de  404 especies (Flora of Australia, vol. 35)